# KK Triglav Kranj
Košarkarski klub Triglav je slovenski košarkarski klub iz Kranja, ustanovljen leta 1950. Domače tekme igra v dvorani Planina pri Kranju.
V skrajšani sezoni 2019/20 so si priigrali prvo mesto v 2.SKL in se tako uvrstili v 1.SKL.
V letošnji sezoni (2024/25) nastopa v Ligi OTP banka. 
Trenutno nastopa pod imenom ECE Triglav. Glavni sponzor kranjskega košarkarskega kluba je Elektro Celje Energija.

## Postava za sezono 2024/25
| Številka | Igralec           | Igralna pozicija    | Višina |
| 3        | Uroš Šikanić      | center              | 202    |
| 4        | Gaber Ožegovič    | krilo               | 198    |
| 5        | Mark Ciperle      |                     | 197    |
| 6        | Blaž Jelenc       | branilec            | 193    |
| 7        | Črt Čabrilo       | organizator igre    | 183    |
| 8        | Maks Ciperle      |                     | 197    |
| 10       | Filip Petkovski   | branilec            | 193    |
| 11       | Siniša Bilić      | krilni center/krilo | 201    |
| 12       | Urban Oman        | krilo               | 197    |
| 13       | Lovro Troppan     | center              | 203    |
| 21       | Blaž Perko        |                     | 198    |
| 22       | Adrian Hirschmann | branilec            | 192    |
| 32       | Jošt Flerin       | branilec            | 200    |
| 33       | Stefan Ristić     | center              | 210    |
| 34       | Miha Muratovič    | center              | 207    |

Glavni trener: Danijel Radosavljević
Pomočnika trenerja: Marko Irgolič, Boštjan Šifrar
Nekdanji igralci:
- Marko Milič
- Mirza Begić
- Jure Eržen
- Jaka Blažič
- Blaž Mahkovic
- Domen Lorbek
- Klemen Lorbek
- Roman Horvat
- Primož Skok
- Klemen Cvek
- Dejan Jakara
- Jaka Hladnik
- Uroš Troppan
- Grega Jankovič
- Sašo Ožbolt
- Rok Perko
- Siniša Bilič
- Dario Krejič
- Rajko Rituper
- David Moro
- Marko Dimnik
- Peter Hartman
- Jurij Stavrov
- Matic Korošec
- Miroslav Šušić
- Davor Sattler
- Uroš Zadnik
- Ivo Hoger
- Primož Čebulj
- Dario Kerić
- Teo Petani
- Marko Pajić
- Marcel Mihalič
- Matevž Korošec
- Anže Jeglič
- Miloš Varagić
- Marko Miličević
- Denis Kondić
- Slavko Ovčina
- Matej Švarc
- Uroš Ninič
- Jure Gabrovšek
- Matic Korošec
- Nejc Martinčič
- Luka Rudović
- Dejan Milašinović
- Lovro Urbiha
- Klemen Smrekar